# Траєкторія обльоту Місяця
Траєкторія обльоту Місяця (англ. circumlunar trajectory, trans-lunar trajectory, lunar free return) — в орбітальній механіці: тип траєкторії вільного повернення, якою космічний апарат відлітає від Землі, пролітає позаду зворотного боку Місяця і знову повертається до Землі, використовуючи після надання йому початкового імпульсу тільки гравітацію космічних тіл (тобто не вмикаючи свої двигуни).

## Історія

Траєкторія, якою слідував «Аполлон-13».

Першим космічним апаратом, який здійснив політ траєкторією обльоту Місяця з вільним поверненням, був «Луна-3». Навколомісячними траєкторіями також слідували кораблі космічної програми «Аполлон» перед виходом на навколомісячну орбіту, щоб гарантувати вільне повернення на Землю на випадок несправності рушійної системи на шляху до Місяця. Така траєкторія врятувала екіпаж «Аполлона-13», коли через вибух кисневого бака йому довелося повертатися на Землю, не запускаючи двигун Службового модуля; утім, для уточнення траєкторії було зроблено кілька корекцій курсу за допомогою двигуна спуску Місячного модуля.
Було запропоновано, але не реалізовано низку пілотованих місій з метою умисного здійснення обльотів Місяця, зокрема радянські програми «Союз 7К-Л1» та «Зонд», а також американських програм, зокрема «Джеміні — Центавр» і ранні пропозиції в рамках програми «Аполлон».
Останньою станом на травень 2025 року місією, яка пройшла траєкторією обльоту Місяця, була «Артеміда-1» НАСА.

## Див. також

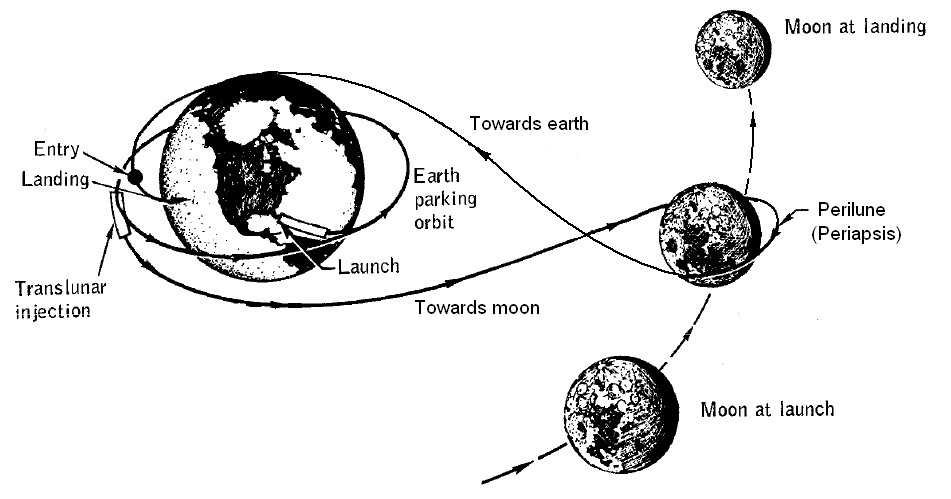
Ескіз траєкторії обльоту Місяця з вільним поверненням Місяця (не в масштабі).